# أندريه شينيه
ولد أندريه شينييه في القسطنطينية في 1726. اصطحبته عائلته وهو في ريعان شبابه إلى فرنسا «1765». لازم والدته - وهي من أصل يوناني- التي كانت تدير صالوناً مفتوحاً لكل أصدقاء الهلينيية، ولفنانين وعلماء بالآثار الفنية. وهنا نما لديه ميل وحس جمالي للدراسات القديمة؛ ثم زار إيطاليا واليونان. إن أصوله ورحلاته والأوساط التي تردد عليها منحته ثقافة كلاسيكية واسعة، وفتحت في الوقت ذاته ذهنه على الأفكار التقدمية لعصره. هذا الذواقة المولع بالجمال الإغريقي وبالعدل، تلميذ الأنوار، اتخذ نماذجه من الشعراء الإغريق، وكان صلة وصل حية بين العالم القديم، وبين عصر الأنوار والقرن التاسع عشر. ولقد وجدت الهيلينية المحدثة الفرنسية في شخصه ممثلاً رئيسياً.
إن القلق والشعور بأن المرء ضحية الحتمية والعجز أمام الأهواء هي مواضيع نجدها تقريباً في كل روايات بريفو الذي صنع في المسرح انتصارات المعرفة الحسية للقلب، وهذه الروايات تطبع قدوم المثير للعواطف، إلى جانب الفكر النقدي الذي يميز الأنوار. كما نجد عند مونتسكيو هاجس انحطاط الحضارات، وعند فولتير الشعور الحاد بهروب الزمن. وإعادة الاعتبار للأهواء عند ديدرو، التي نراها تظهر في المؤلفات الرئيسية الهامة للفلاسفة. وتشير الموسوعة في مقالة «ضعيف» إلى العلاقات مع العقل: «بمقدار ما يكتسب الفكر المزيد من الأنوار، فإن القلب يكتسب المزيد من الحساسية».
لقد اجتاحت الأدب الفرنسي في بداية القرن التاسع عشر موجة تشاؤم؛ ففي 1811، نشر ميلوفوا بنجاح قصائد رثائية ذات عناوين موحية: «سقوط الأوراق»، و»البيت المهجور». وحوالي 1815 حملت قصائد الرثاء التي هي قصائد شكوى وتذمر نبرة حزينة ورقيقة. وفي 1819 رسمت مارسلين ديبورد فالمور «1786 – 1859» في قصائدها الرثائية وأغانيها العاطفية الطابع الموسيقي،
وتقريباً النسائي للجنس الرثائي. وفي العام ذاته نشر الصحفي والكاتب هنري دولاتوش، منتخبات من قصائد غير مطبوعة لأندريه شينييه أحدثت ضجة كبيرة. لم يكن شينيه معروفاً في حياته إلا من خلال بعض القصائد الغنائية وقصائد مدح ملحمية. كان شينييه ينتمي إلى القرن الثامن عشر، وكان تماماً آخر الكلاسيكيين الكبار، إنه كلاسيكي محدث، وكان النقيض التام للرومانسي، بيد أنه، في الواقع، الوحيد من شعراء القرن الثامن عشر الغنائيين الذين توطدت أصالتهم مع الرومانسيين الذين كانوا يبحثون عن رواد في كل مكان فتبنوه. ولم تعرف أفكاره الإصلاحية، المعتمدة على عمله الشعري إلا عندما كان لامارتين يتم «التأملات»، وعندما كان هوغو وفيني يفتشان عن طريقهما. إن عمله الأدبي قد ساعد في الحقيقة هؤلاء الثلاثة. ويرى بعض النقاد أنه، على النقيض مما يظن المرء، ليس شاتوبريان هو الذي اخترع «مرض العصر» ولا لامارتين «الكآبة الساحرة»: إن كل المواضيع الرومانسية المستقبلية ظهرت سابقاً عند كتاب السنوات الثلاثين التي سبقت الثورة الفرنسية، ومن أبرزهم أندريه شينيه.
لقد أثارت الثورة منذ البداية حماسته فالتحم بها، وتبنى أفكارها، ثم بقي مناصراً للملكية الدستورية، ولكنه رفض اتباعها في إفراطاتها وتجاوزاتها، ولم يتردد في نقد عنف اليعاقبة، وفي مهاجمة الديماغوجيين وروبسبيير، ما أدى إلى سجنه في سان لازار. وخلال حبسه انفجر سخطه العاجز في قصائده، فقطع رأسه بالمقصلة في 1794.
كتب شينييه الذي تربى في الميل إلى الثقافة القديمة وحب الحرية من 1778 إلى 1787 أشعاره الأولى «قصائد رعوية» على النمط القديم 1781 -1787 المرثيات- 1787 الرعويات – 1788، الاكتشاف «وهي بيان شعري» التي حددت نظرية التقليد المبدع للشعراء القدامى – 1788؛ هرمس «أجزاء من قصائد علمية وفلسفية» حيث توصل شينيه إلى فكرة شعر جديد أسطوري– 1790؛ أمريكا - وقصائد هجائية، سماها الإيامب، كتبت عندما سجن في 1794، حيث نزع القناع عن وجه أعدائه.
يتميز شينيه عن كل أولئك الذين درسوا أو قلدوا العصور القديمة أنه تلقى بين انطباعاته الطفولية الأولية شيئاً ما أتاح له فهم الجمال القديم، وكان يشعر به قريباً جديداً من نفسه ومتناغماً مع تكوينه الحميمي؛ حيث الآخرون لم يكونوا يرون سوى ذكريات إعدادية أو ديكورات أوبرا، كان هو يدرك دون جهد الوقائع الحسية. إنه يدين دون شك لأصوله بطبع فريد: كان متمرداً على العبقرية الرومانية، والشعر الروماني عاجز عن إدراك شيء آخر سوى انعكاسات يونانه المحبوب، البلد الحقيقي لفكره ولروحه، وكتابه المفضلين، مع اليونانيين الصافيين، هم شعراء النزعة الألكساندرانية اللاتينية.
إن مؤلفه يحيل باستمرار إلى أسلوب الفن القديم، اليوناني والروماني. كان شينيه متشرباً، قبل كل شيء، بالثقافة الإغريقية اللاتينية، وهو بين الشعراء الفرنسيين الكبار آخر من اتصف بهذه الميزة، وهو يجد فيها غير ما وجده أسلافه، لم يجد قواعد ولا نواميس بل وجد روحاً. إن اليونان التي أحبها، حيث عاش، هي اليونان الودودة، الخفيفة، الفرحة بالحياة، التي تمتص بشراهة بحواسها الدقيقة كل ما نشرته الطبيعة من جمالات وملذات في الهواء، في الضوء، في خطوط الجبال وعدم استقرار حركة الأمواج؛ يونان الأفراح الجسدية والأهواء الطبيعية، الحسية بشكل بدائي أو الشهوانية المفرطة، اليونان الهوميروسية، الملحمية، الغزلية، الرثائية. لقد وجد عند هوميروس، وأريستوفان، وتيوكريت، وبيون وموشوس، وكاليماك، وأناكراون، وجد عندهم ما يناسبه لتمثيل طبيعته الخاصة. هذا الأبيقوري المدني للقرن الثامن عشر يغلف مفهومه المادي للحياة بأحاسيس رهيفة لفنان إغريقي، إنه يعبر بنفس وثنية، ملحدة عن حبه للطبيعة، وعن الشباب وعن الحياة الضاحكة والسهلة، والأجساد الجميلة النحيفة والثابتة.
في الحقيقة، يوصي شينيه الشاعر بأن «يتشرب أولاً جو الحرية السياسية والاندفاع الشعبي اللذين كان يعيشهما الإغريق والرومان الأقدمون. فبعد أن قلدنا شعراء هذه الشعوب في نظرياتهم، وجب – حسب رأيه – «أن تنبعث فينا روحهم، التي يتمثلها نسمة مثملة محررة، والتي يقابل بها ضمنياً، جو صالونات عصرنا المخنوق». لقد بعثت أبيات شعره الملونة التشكيلية والموسيقية، مشاهد وشخصيات وأخلاق اليونان القديمة العذبة والغزلية: «التارنتية الشابة» هو نص نموذجي من الرعويات، هذه القصيدة هي قصيدة غزلية مستوحاة من الشاعر اللاتيني مانيليوس. نتذوق فيها مع ذلك حساسية وعلم جمال حديث تبشر كآبتها بالرومانسية.
كان شينييه يحترم التقليد على المستوى الشكلي، وهذا ما تعنيه فكرته الكبيرة في بيت شعري مشهور: «لنضع أفكاراً جديدة في أبيات قديمة». فكر شينيه طويلاً حول مهنة الشاعر في «مقالة حول كمال وانحطاط الفنون»، حيث صور المبدأ الكبير لفنه، وأعطى في صيغة مقتضبة مثله الأعلى عن الشاعر. استخدم شينيه التيمات والأفكار والصور عند شعرائه المفضلين بشكل فني للتعبير عن طبيعته وانفعالاته الخاصة. تذوب تجربته في تعمقه في المعرفة؛ وفي «أشعاره القديمة»، ما يضعه ليس «أفكار جديدة»، على الأقل أحاسيس شخصية، وطبيعة مراقبة. وبهذا يتميز عن «صناع الأشياء القديمة» للعصر الثوري والإمبراطوري.
إن شينيه قريب جداً من بارني. عنوان الديوان «الرعويات» ذاته استعاره من الشاعر اللاتيني فيرجيل. في القرن ذاته، الفنان لوي دافيد، صديق شينييه، ساهم في هذا الافتتان بالكلاسيكية المحدثة. وغالباً ما نقدت التكلف والاستعارات المفرطة للميثولوجيا، والبلاغة المفرطة واصطناعات هذا الشعر. على قول لافونتين: «تقليدي ليس أبداً عبودية» رد شينيه «العبد المقلد يولد ويتلاشى». بالنسبة إليه العالم القديم كبير لأن «الشعراء من خلال رسومهم المتحركة، والخطباء، من خلال استدلالتهم المثيرة للشفقة وللعواطف، والمؤرخون، من خلال سرد النماذج الكبيرة، والفلاسفة من خلال مناقشاتهم المقنعة عرفوا الناس ببعض أسرار الطبيعة، وبحقوق الإنسان وملذات الفضيلة». «وحينئذ كانت الرسائل جليلة ومهيبة ومقدسة، لأنها كانت مواطنة». هل يوبخ شينيه شيئاً ما لأدب عصره؟ إنه يعنفه على الامتثال لميول ولأذواق عالم المال والمكيدة اللذان هما تقريباً الطريق الوحيد للوصول إلى كل شيء. بيد أنه إذا كان شينيه «ينادي بالعودة إلى الطريقة والجمال القديمين، فإنه لا يريد بشكل خاص أن يرسم المرء في المؤلفات القديمة». يمكن القول بالتالي إن النقد في القرن الثامن عشر، سواء برفضه المؤلفات الحديثة أم بقبولها بهدف تغييرها، اعترف ورسخ كلاسيكية العصر السابق.
فتح شينيه الباب واسعاً أمام التقليد عندما عرض طريقته في العمل: «على الشعراء، أن يأخذوا نموذجاً لأسلوبهم- كما فعل هو نفسه - من الإغريق والرومان، ومن الإنجليز والإيطاليين». ولم تكن هذه الطريقة جديدة في ظاهرها، ولكنها كانت جديدة في الواقع. أولاً لأن الكتاب الذين يقلدهم كثيرو التنوع، ولأن الإغريق بشكل خاص - والألكسندرانيين وجميع الشعراء الغنائيين - سيعتمد عليهم بمقدار ما يعتمد على هوميروس أو سوفوكليس. وبالتالي لأنه هو نفسه عرف وفهم أكثر من غيره تعابير هؤلاء الشعراء في تفاصيلها. ومع ذلك، فإن «التقليد عند شينييه يتبدل غرضه. إنه لا يتكلم كعالم في الجمال يستنبط القوانين، والقواعد، وأساليب الفن، ومبادئ التنظيم، من الأعمال القديمة، ولكنه يتكلم كمتمرس، كشاعر يخوض معركة في المادة الكلامية ويقدم نصائح تفصيلية عن كيفية تقليد التعابير بتجديدها».
نجد إذن في «الرسالة» الرابعة إلى «لبرات» نظرية جديدة حقيقية للتقليد. فلماذا كانت قليلة الثمار حتى عند واضعها في عمله الأدبي؟ لأنه لم يستطع أن يخلص هذه الأفكار الجديدة الممتازة من التقليد اللاشعوري للأشكال الشعرية والأساليب اللغوية الحديثة، والتي لم يدرك ميزتها الغريبة، الواضحة في نظرنا اليوم. لقد توصل شينيه أخيراً إلى جوهر الشعر، فألح في النص ذاته على هذه الفكرة، وهي أن الشعر لا يقوم بالإلهام المأخوذ من وقائع غريبة، أو في الإفراط الباروكي في التعبير عن الانفعالات المشتركة:
«وهكذا إذن فإن المبدع في الفنون، هو الذي يصف ما يشعر به كل منا».
ومما لا ريب فيه «أن هذه الفكرة التي عاد إليها هوغو كانت مضمرة في الفن الكلاسيكي بكامله، ولكن شينيه هو في الواقع من سلط عليها الأضواء». وهكذا فإنه «قاد الشعر الغنائي إلى الدور الذي كان يحتفظ له الرومانسيون به، فأكسبه في الحقيقة الإنسانية ما خسره في الندرة، وحوله من الاصطناعي في اللغة، إلى الطبيعي في التعبير، ومن الغرابة في الإبداع إلى حقيقة الانفعالات. إن الصدق والمشاعر الشخصية هي وحدها المصادر الحقيقية للغنائية». لقد اكتشف شينيه في قصائده الغزلية، أنه الابن الحقيقي لعصره. نشهد في هذه القصائد رجل مجتمع، تتملكه حواسه ويجري وراء «اللذة». إن كامي «ذات العيون السود» و»جولي» ذات الضحكة البراقة و»وردته» ذات الرقصة المتراخية التي تحض على الملذات، هي شخصيات سهلة عنده؛ إن ما يأمله، وما يقرره في أشعاره هو أن تكون نظام حب وشهوانية؛ هذا لأنها تثير وتهيج الرغبات في النفوس الشابة. كان يدعو من خلال ذلك إلى الرجوع إلى المشاعر «الفن لا يصنع سوى أبيات شعرية، القلب وحده هو الشاعر»؛ وهذا واضح في قصيدة «الاكتشاف»؛ حيث كان شينييه بعيداً عن اختزال الشعر إلى ضبط تقنية، وهذا ما جعل غنائيته المقهورة منه شقيق الرومانسيين، الذين تعرفوا على واحد من أسلافهم.
في 1820، وجد الإلهام الرثائي رائعته مع «التأملات الشعرية» للامارتين التي لاقت نجاحاً مباشراً. إن غنائيته هي بلاغة قوية أحسن صنعتها، وهي ليست خالية من التفخيم التعبير. وحتى الهجاء استعاد عند شينيه طابعه الغنائي. لقد أطلق شينيه العنان لمشاعره في قصائده الهجائية التي يندد فيها بعنف وبحكم اليعقوبيين، هؤلاء «الخونة القبيحين» الذين سرقوا من العالم القديم كلمات «العدالة» و»الحرية». كتب شينييه هذه القصائد «وهي مجموعة من 15 قصيدة غير مكتملة لكي يشوه خصومه». كل محتوى هذه القصائد وكذلك شكلها، تقودنا بعيداً جداً عن الهجاء التربوي، التعليمي لبوالو، والهجاء الساخر لفولتير، والهجاء الخطابي لجيلبير. إن الريشة المنتقمة للشاعر بعثت الهجاء السياسي الذي كان قد انطفأ في فرنسا منذ أغريبا دوبيني. إن التعاقب بين السخرية والهوى، بين التهكم والكآبة، تنبئ بخلط الأجناس، وهذا الهيجان المنفلت سيكون مصدر إلهام لهوغو في «العقاب».
العلوم والأفكار الجديدة
كان شينييه «ملحداً بلذة»، حسب كلام شينودوليه؛ إن القرن الثامن عشر الذي كان منه لم يكن قرن روسو: بل كان قرن فولتير والموسوعة، يعني القرن الثامن عشر اللاديني والحسي والعلمي. إنه ينتمي إلى زمرة كوندورسيه وفولنيه: كان يعبد ويسكر بالعقل، وكان حلمه أن يعطي تعبيراً شعريا لفتوحات العقل. وكان له أيضاً الفضل بخلق، دون أن يكون لديه الوقت لتحقيقه، شعر يرتكز على اكتشافات العلم الحديث. ولقد وضع شينييه نظرية جديدة لاختيار المواضيع. فأوصى الشعراء في مقاله «الاكتشاف» بأن يعالجوا كل ما يقدمه العلم الحديث من جديد، عندما تكون هذه الاكتشافات في حد ذاتها صالحة للشعر: الاكتشافات الجغرافية، والتاريخ الطبيعي، والفيزياء. والخلاصة أنه يجب أن ننظم شعراً، وفي مجال كثير الاتساع، ما كتبه فونتينيل نثراً في كتابه «أحاديث عن تعدد العوالم» وما كتبه بوفون أيضاً في كتابه «أحقاب الطبيعة» فكان ذلك سيراً في الاتجاه الطبيعي للشعر التعليمي في ذلك العصر، لإعطائه غرضاً أكثر قيمة وأوفر انسجاماً مع طموحه.
لقد أعد مخططات لقصائد كبيرة كانت تدعى الخرافة، وعلم الفلك، وأمريكا، والهرمس: كان على أمريكا أن تحتوي «كل جغرافيا الأرض» و»اللوحة المدهشة والسريعة لكل تاريخ العالم»، الذي ينظر إليه من وجهة نظر التسامح والفلسفة؛ وقصيدة «هرمس» ربما عرضت نظام الأرض، وتكوينها، وظهور الحيوانات والإنسان، وحياة الإنسان البدائي قبل تكوين المجتمعات، وتطور المجتمعات السياسي والأخلاقي والديني والعلمي: في المحصلة، الكتاب الخاص بلوكريس الموسع بواسطة التاريخ الطبيعي لبوفون.
وأخيراً تجدر الإشارة أنه كان لأندريه شينيه دور خاص في تاريخ العرض الفرنسي: لقد جعل النقاد منه مخترع الإيقاعات الرومانسية. إن فن بوالو وقواعد فولتير لم تكفه؛ وهذا ما يفعله: يكرر لصالحه محاولة رونسار، دون أن يشك في ذلك، للسبب ذاته وبالطريقة ذاتها عند رونسار وفعل الأمر ذاته في فنه العروضي: وحتى أنه، مثل رونسار، وبنفس النجاح، حاول القصيدة الغنائية البنداركية؛ إحدى قصائده الغنائية تقدم المقطع والمقطع المضاد والإيبودة «قصيدة يونانية يعقب فيها بيت قصير بيتاً أطول منه». بتر شينيه مفصل بيت الشعر الكلاسيكي. وأحل التناغم محل التناسق والتناظر الكلاسيكيين، لقد أكثر من الإحالات وضاعف المعضلات الأكثر جرأة، المحظورة حتى ذلك الحين، وأبدع في الإيقاع، دون أن يراعي القطع في شطر البيت الشعري. وهكذا فتح المجال واسعاً للشعر الرومانسي.

## روابط خارجية
- أندريه شينيه على موقع الموسوعة البريطانية (الإنجليزية)
- أندريه شينيه على موقع ميوزك برينز (الإنجليزية)
- أندريه شينيه على موقع إن إن دي بي (الإنجليزية)
- أندريه شينيه على موقع ديسكوغز (الإنجليزية)